# Henrik Gerner (biskop)
 Der er flere personer med dette navn, se Henrik Gerner.
Henrik Thomsen Gerner (9. december 1629 i København – 13. maj 1700 i Viborg). Han blev ca. 1656 gift med Dorthea Jensdatter Bircherod (1636–1705).
Han var cand.theol. og blev sin svigerfars efterfølger som sognepræst i Birkerød Kirke. Her virkede han 1657–1693. I 1658 gik Henrik Gerner sammen med frihedskæmperne Lorenz Tuxen, Hans Steenvinkel og Hans Rostgaard mod svenskerne i Nordsjælland. De planlagde at generobre Kronborg, men planen mislykkedes, da svenskerne opsnappede et brev med navnene på de sammensvorne. Henrik Gerner og Hans Steenvinkel kom i fangenskab i kasematterne under Kronborg slot. Her sad de begge indtil Kronborgs befrielse i 1659. Han var også provst i Lynge-Kronborg og biskop i Viborg fra 1693 til sin død. Han døde af sult, efter at et stykke kød satte sig fast i halsen.
Lænken og loddet, som han bar under fangenskabet i Kronborg, tog han til Birkerød, og de hænger på væggen i Birkerød Kirke.